# Love It to Death
Love It to Death är rockbandet Alice Coopers tredje studioalbum, släppt i mars 1971. Albumet brukar ofta räknas som gruppens första fokuserade album. Med upproriska låtar som "I'm Eighteen" och "Is It My Body" kom albumet att sälja mycket bättre än tidigare material från gruppen. Det här albumet var också det första som gruppen satsade mer på ett hårt rocksound.

## Låtlista
1. "Caught in a Dream" (Michael Bruce) - 3:04
2. "I'm Eighteen" (Michael Bruce/Glen Buxton/Alice Cooper/Dennis Dunaway/Neal Smith) - 3:00
3. "Long Way to Go" (Michael Bruce) - 3:01
4. "Black Juju" (Dennis Dunaway) - 9:09
5. "Is It My Body" (Michael Bruce/Glen Buxton/Alice Cooper/Dennis Dunaway/Neal Smith) - 2:39
6. "Hallowed Be My Name" (Neal Smith) - 2:25
7. "Second Coming" (Alice Cooper) - 3:02
8. "Ballad of Dwight Fry" (Michael Bruce/Alice Cooper) - 6:32
9. "Sun Arise" (Harry Butler/Rolf Harris) - 3:53

## Medverkande
- Alice Cooper - sång
- Glen Buxton - gitarr
- Michael Bruce - gitarr, keyboard
- Dennis Dunaway - bas
- Neal Smith - trummor